# Mega Borg
El MV Mega Borg fue un petrolero que se incendió y explotó el 8 de junio de 1990, aproximadamente a 50 millas de la costa de Texas (Estados Unidos). El accidente provocó un derrame de petróleo. La limpieza del derrame fue uno de los primeros usos prácticos de la biorremediación.

## Accidente

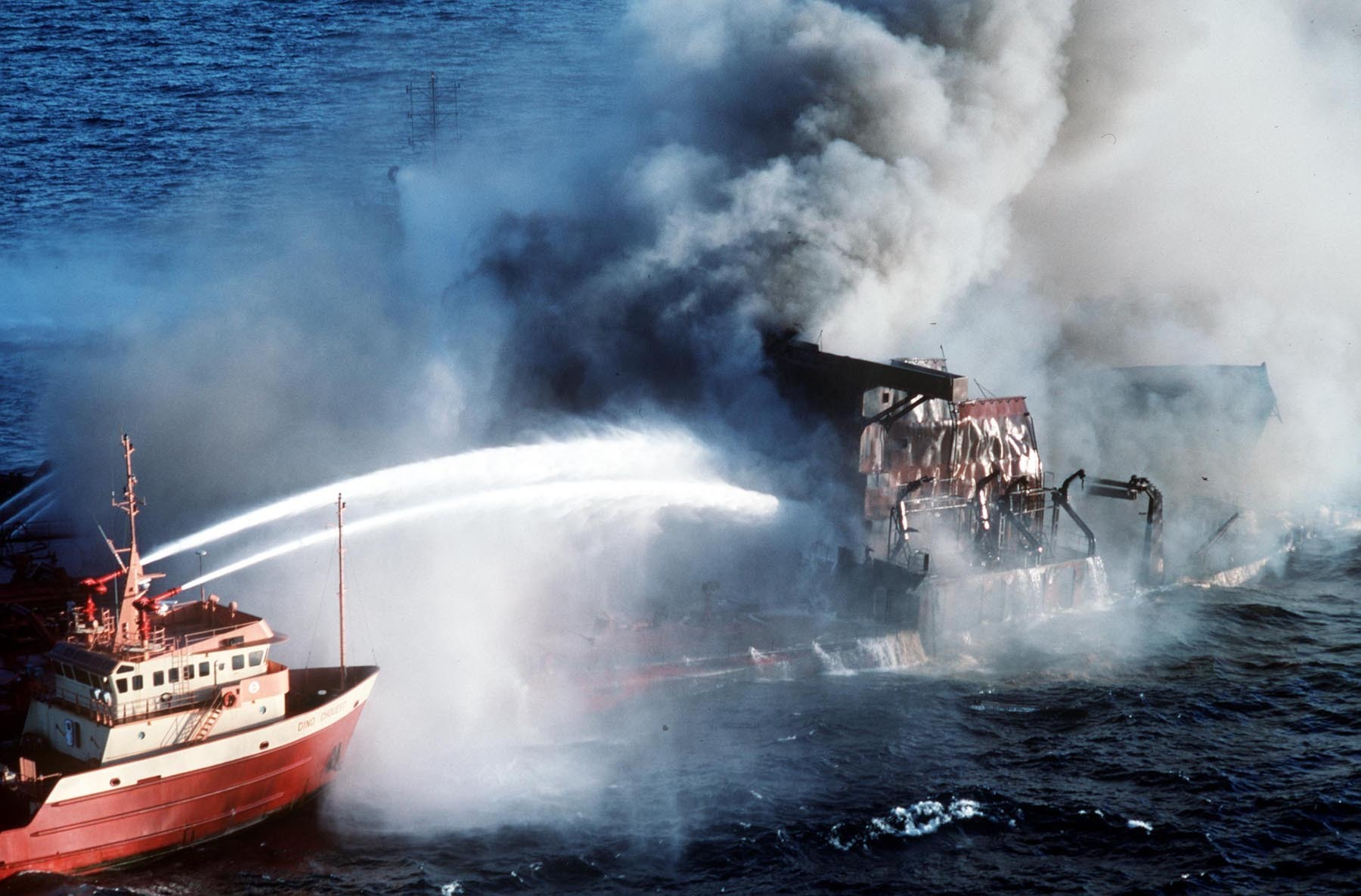
Embarcaciones trabajan para contener el incendio

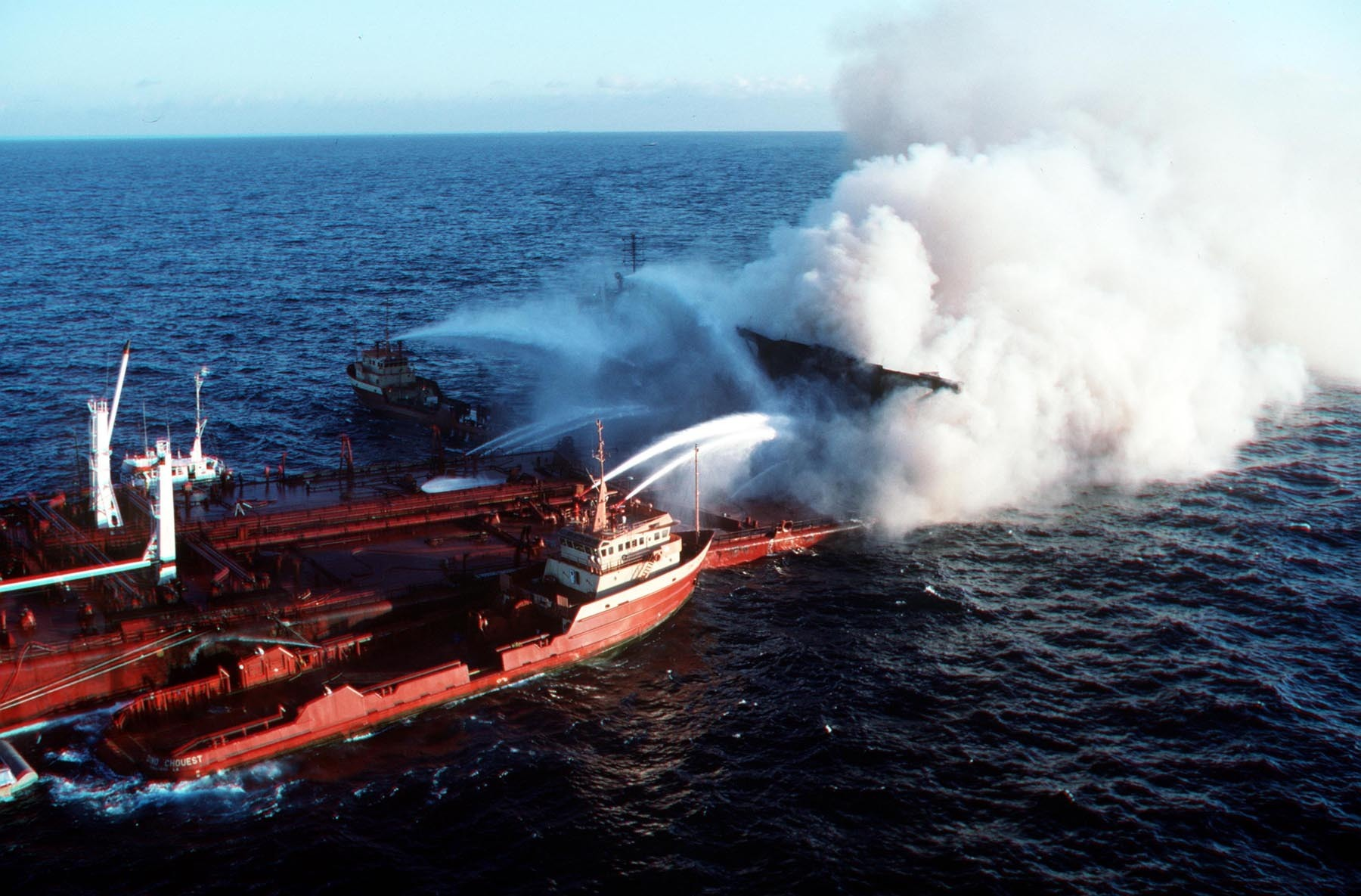
El Mega Borg ardiendo.

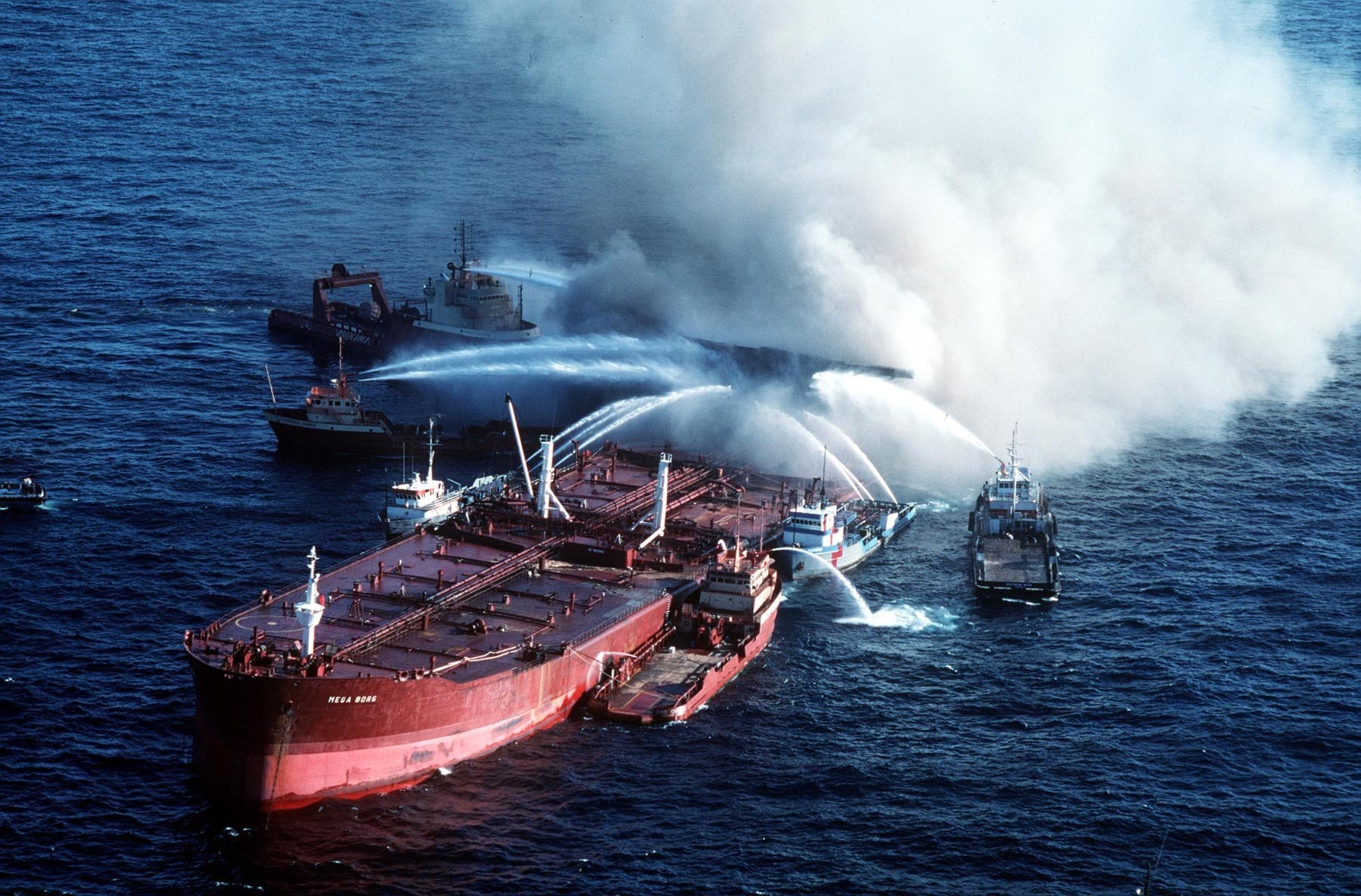
Los remolcadores echando agua sobre el buque.

A las 11:30 p. m. de la noche del viernes 8 de junio de 1990, una explosión en la sala de carga del petrolero noruego Mega Borg "rompió el mamparo entre la sala de bombas y la sala de máquinas" lo que provocó que el barco se incendiara y comenzara a derramar petróleo. El buque de 853 pies de largo y 15 años de antigüedad se encontraba a unas 50 millas de la costa de Galveston, Texas, cuando ocurrió la explosión.
El clima en ese momento estaba tranquilo y el petrolero había pasado fácilmente las inspecciones de seguridad de la Guardia Costera de los Estados Unidos en abril de ese año. Si bien se desconoce la causa directa de la explosión de la sala de máquinas, la explosión inicial ocurrió durante un proceso de aligeramiento en el que el Mega Borg estaba transfiriendo petróleo a un petrolero italiano más pequeño, el Fraqmura, para luego transportar el petróleo a Houston. Esta transferencia fue necesaria, ya que el Mega Borg era demasiado grande para atracar en el puerto de Texas. Tres millones de galones de los 38 millones de galones totales de crudo ligero angoleño Palanca que había a bordo del petrolero pudieron ser transferidos al Fraqmura antes de la explosión.
Dos días después de la explosión inicial, hubo cinco explosiones sucesivas en un lapso de diez minutos. Estas explosiones aumentaron considerablemente la velocidad del derrame del petrolero al agua. Al final de ese día (11 de junio), la popa del petrolero había caído 58 pies y se había estabilizado cinco pies por encima de la línea de flotación. Esto se debió a un desplazamiento de la carga o a que el petrolero se llenó de agua, lo que sería una indicación del hundimiento inminente del buque.
El crudo ligero derramado en el incidente del Mega Borg era marrón y se evaporó mucho más rápido que el crudo pesado en derrames como el del Exxon Valdez. Esto significa que es menos probable que el petróleo cubra las playas, la flora y la fauna cercanas, sin embargo, el petrolero transportaba más petróleo que el que se derramó en total en el incidente del Exxon Valdez, por lo que había mucha preocupación por la posibilidad de que el petróleo no pudiera evaporarse si la mancha se volvía demasiado espesa.
El incendio provocado por la explosión inicial tardó ocho días en apagarse, lo que dificultó a los bomberos subir al petrolero y detener la fuga de petróleo. Sin embargo, el incendio resultó útil porque funcionó como una combustión natural in situ: de los más de 4,6 millones de galones derramados, solo quedaron entre 12 000 y 40 000 después de que el fuego se extinguiera tanto en el agua como en el petrolero.